# William Turner Thiselton Dyer
William Turner Thiselton Dyer (Westminster, 28 de julio de 1843-Whitcombe, Gloucestershire, 23 de diciembre de 1928) fue un botánico inglés.
Era hijo de William George Thiselton-Dueyr y de Catherine Jane Firminger. Hace sus estudios en el "Colegio Real" de Londres, de 1861 a 1863, y luego en el "Christ Ch." de Oxford de 1863 a 1865, obteniendo su bachillerato en ciencias, su Maestría en Artes, doctorado en leyes, doctorado en ciencias y su Ph. D.
Se casa con Harriet Ann Hooker en 1877, hija de Sir Joseph Dalton Hooker (1817-1911), director del Real Jardín Botánico de Kew; y tienen un varón y una mujer.
Enseña historia natural en la Escuela Real de Agricultura de Cirencester, a partir de 1868, y luego botánica en el "Real Colegio de Dublín", de 1877 a 1872, en la Escuela Real de Horticulture de Kensington Sud" de 1872 a 1875.
Thiselton-Dyer es asistente del director del Real Jardín Botánico de Kew en 1875, director en 1885, función que conserva justo hasta su retiro en 1905. Funda el boletín del Jardín en 1887.
Miembro de diversas sociedades científicas, de la Royal Society el 3 de junio de 1880 (y fue vicepresidente en 1896-1897). Fue caballero comendador de la Orden de San Miguel y San Jorge.
Coautor de Flora of Middlesex (1869) con Henry Trimen (1843-1896); supervisa la edición de How Crops are Crown y traduce con Alfred William Bennett (1833-1902) la obra de Julius von Sachs (1832-1897), Lehrbuch der botanik en 1875.
Contribuye a renombrar plantas con el léxico griego-inglés, realizado por Henry George Liddell (1811-1898) y Robert Scott (1811-1877), a otras en griego y latín.
Fue asesor botánico de la "Secretaría de Estado para las Colonias", de 1902 a 1906, y miembro del Consejo Superior de la Universidad de Bristol en 1909.

## Otras publicaciones
- Essays on the endowment of research, 1876
- Biologia centrali-americana: or, Contributions to the knowledge of the fauna and flora of Mexico and Central America, 1879 a 1888
- con William Henry Harvey (1811-1866) flora Carpensis, 1896 a 1925
- Icones Plantarum, 1896 a 1906
- Flora of Tropical Africa, 1897 a 1913
- Index Kewensis, 1905
- con Robert Allen Rolfe (1855-1921) Orchidaceae in flora of tropical Africa, 1898

## Honores

### Epónimos
- (Dipterocarpaceae) Shorea dyerii Thwaites ex Trimen[1]

- La abreviatura «Dyer» se emplea para indicar a William Turner Thiselton Dyer como autoridad en la descripción y clasificación científica de los vegetales.[2]